# Štúrovo
Štúrovo (Hongaars:Párkány) is een Slowaakse gemeente in de regio Nitra, en maakt deel uit van het district Nové Zámky.
Štúrovo telt 10.919 inwoners (2011); de etnische Hongaren vormen met 6.624 personen de meerderheid van de bevolking. Historisch gezien behoort Párkány tot het Hongaars taalgebied, de Hongaarstaligen zijn met 7.105 zielen sterk vertegenwoordigd. De Marie Valeriebrug over de Donau verbindt de stad met het Hongaarse Esztergom. In 1683 vond hier een veldslag plaats tussen het Rooms-Duitse Rijk en geallieerden versus het Ottomaanse Rijk. De eerstgenoemden wonnen de veldslag in wat toen Hongarije was. Het was een van de veldslagen in de Grote Turkse Oorlog.
De Slowaakse naam van het stadje was tot 1948 Parkan, wat afgeleid is van de Hongaarse naam Parkany. De naam werd toen gewijzigd in Štúrovo, naar de Slowaakse volksheld Ľudovít Štúr.